# Wien Aspangbahnhof

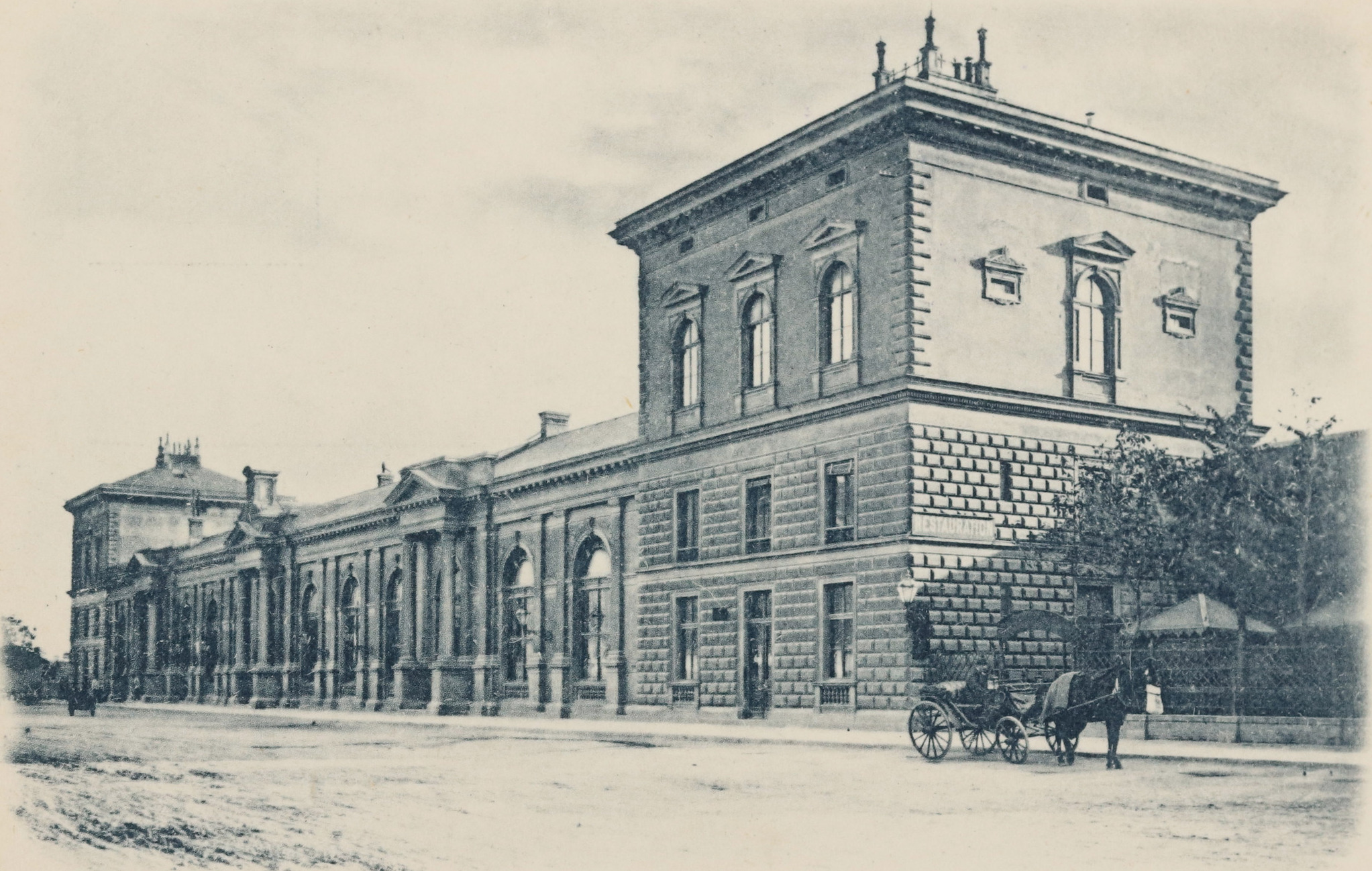
Der Aspangbahnhof um 1905

Der Aspangbahnhof in Wien, 1881 eröffnet und für den Personenverkehr 1971 geschlossen, war Ausgangsbahnhof der Aspangbahn Richtung Süden. Er befand sich im 3. Wiener Gemeindebezirk, Landstraße, auf den später so genannten Aspanggründen an der Aspangstraße, zwischen Rennweg und Landstraßer Gürtel gelegen. Bahn und Bahnhof wurden nach der Marktgemeinde Aspang im südlichsten Niederösterreich benannt.

## Geschichte

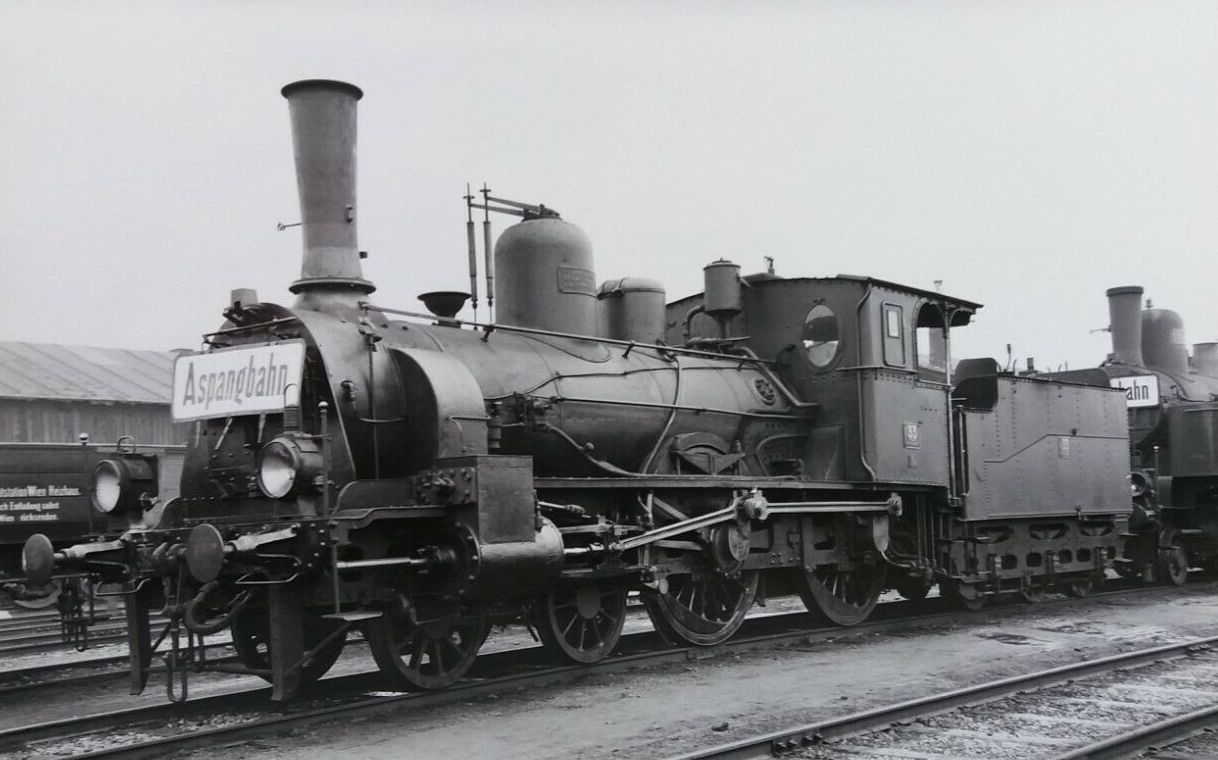
Lokomotiven der EWA am Gelände des Aspangbahnhofs

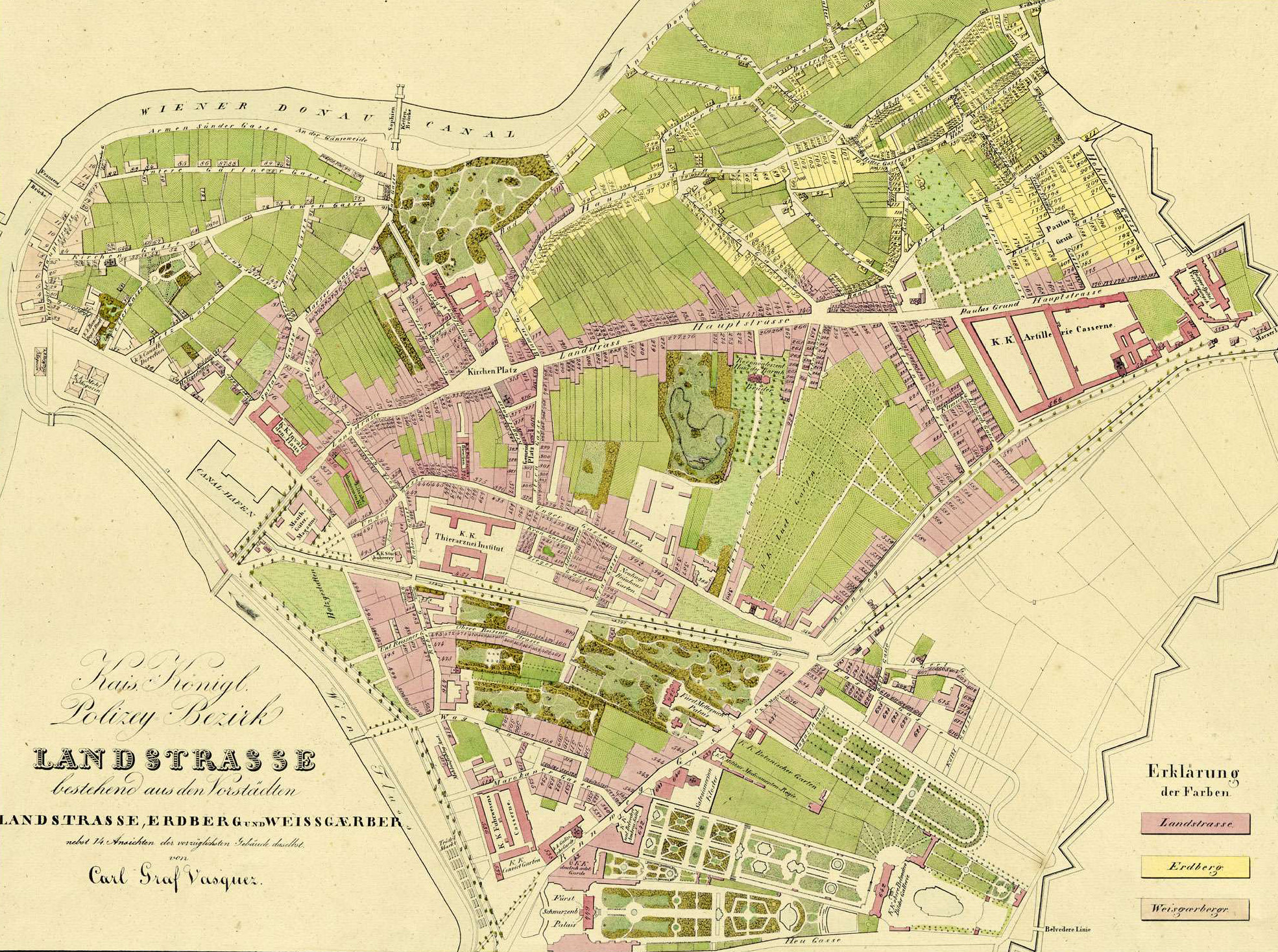
Verlauf des Wiener Neustädter Kanals 1830 an den Aspanggründen (rechter Kartenrand, südlich an den Kanal angrenzend)

Der 1803 eröffnete Wiener Neustädter Kanal wurde in der zweiten Hälfte des 19. Jahrhunderts zunehmend als unwirtschaftlich betrachtet. Die Erste österreichische Schiffahrts-Canal-Actiengesellschaft, die den Kanal betrieb, suchte daher 1872 erfolgreich um eine Konzession für den Bau und Betrieb einer Eisenbahnstrecke an, der Aspangbahn. Im Juli 1879 wurde die Schifffahrt im Wiener Stadtgebiet eingestellt und das Wasser im Kanal im Wiener Bereich abgelassen, in Niederösterreich besteht der Kanal noch.
Noch im gleichen Jahr wurde das ehemalige Hafenbecken zugeschüttet und an dessen Stelle 1880/1881 der Bahnhof der Eisenbahn Wien-Aspang (EWA) errichtet. Das Aufnahmsgebäude befand sich nördlich der Gleisanlage; es wurde von Franz von Gruber, Professor an der k.u.k. Technischen Militärakademie, im historisierenden Renaissancestil errichtet. Das Bahnhofsgebäude war 97 Meter lang und verfügte über ein sehr modernes Postamt mit Telegrafenamt und Rohrpost. Der Perron hatte eine Länge von 160 Meter und war auf der Länge des Gebäudes überdacht. Daneben gab es im Bahnhof eine Gastwirtschaft mit großem Restaurantsaal und kleinerer Gaststube.
Das Bahnhofsareal hatte eine Fläche von etwa acht Hektar, darauf waren insgesamt 7,7 Kilometer Gleise und 45 Weichen verlegt. Hier war auch das betriebliche Zentrum der EWA mit Heizhäusern, Wagenremise und Werkstätte angesiedelt, daneben gab es auch einen Güterbahnhof mit Verladerampe und einem Magazin mit einer Lagerfläche von 1.440 m2. 1881 wurde, vom nordwestlichen Ende des Bahnhofs ausgehend, ein doppelgleisiges Verbindungsgleis zur Wiener Verbindungsbahn Richtung Nordbahnhof eröffnet. Damit konnten die Züge der EWA bis in den Bahnhof Wien Hauptzollamt bzw. zum Nordbahnhof geführt werden. Die nördlich des Bahnhofs entlang führende Straße erhielt 1894 den Namen Aspangstraße; zuvor hieß sie, wie heute noch im 11. Bezirk entlang der Bahntrasse, Am Kanal.
Nach der Übernahme der Schneebergbahn 1899 und der Schaffung billiger und beliebter Fahrten ins Schneeberg- und Wechselgebiet wurde der Aspangbahnhof zum Ausgangspunkt für viele Wochenend- und Ausflugsfahrten der Wiener. Auch Kaiser Franz Joseph I. fuhr bei seinem Besuch auf dem Schneeberg 1902 mittels „Hof-Separatzug“ vom Aspangbahnhof ab.
1937 übernahmen aufgrund Überschuldung der Gesellschaft die Bundesbahnen Österreich pachtweise den Bahnbetrieb, 1942 wurde die EWA vom NS-Regime verstaatlicht.

### Bahnhof für Deportationszüge

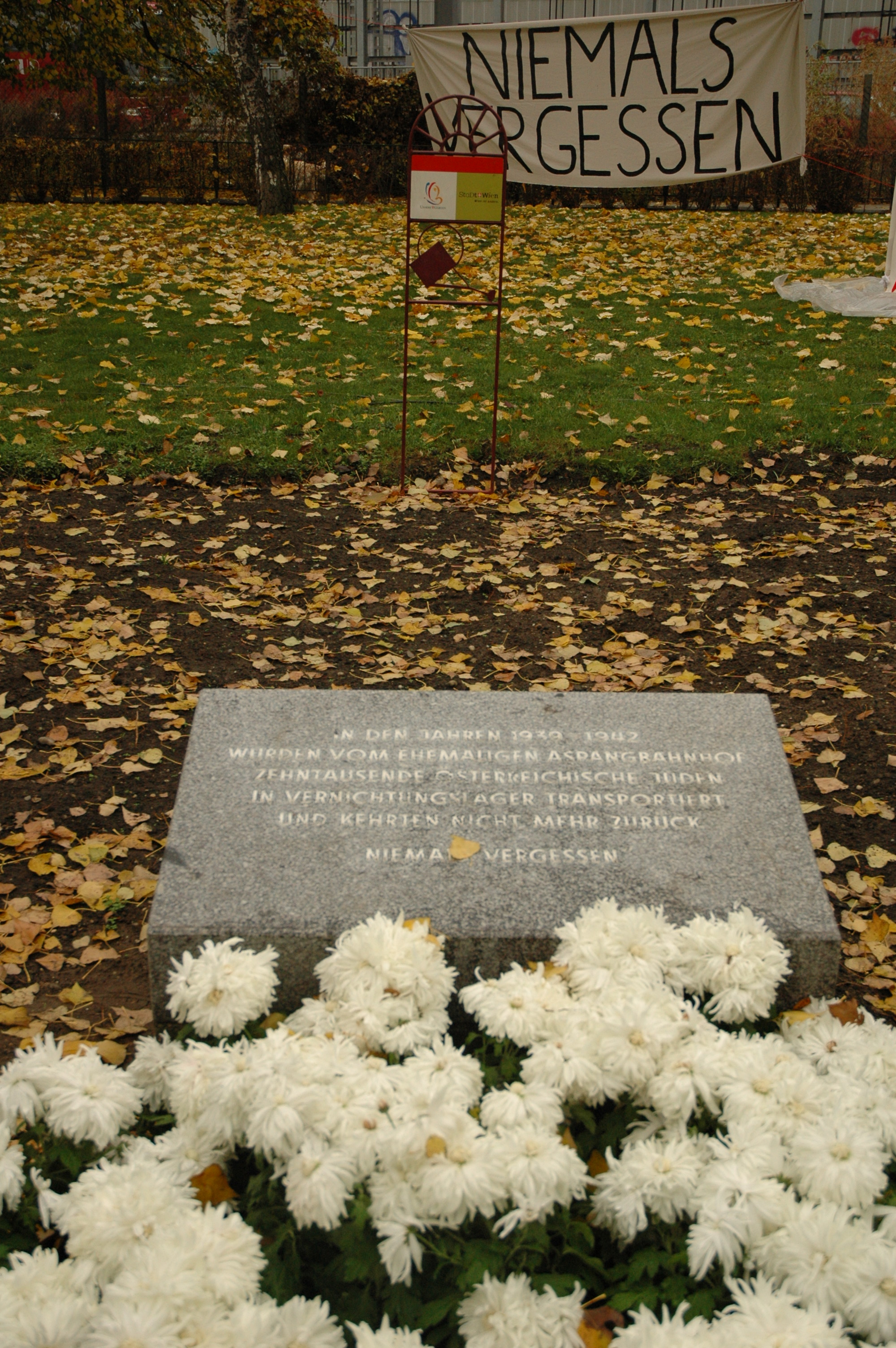
Gedenkstein und Transparent anlässlich des 70. Gedenktages am 9. November 2008

Nach dem Anschluss Österreichs an das Deutsche Reich im Jahr 1938 war der Bahnhof bis 1942 Ausgangspunkt für die Deportation der jüdischen Bürgerinnen und Bürger Wiens: Von Oktober 1939 bis Oktober 1942 wurden insgesamt etwa 50.000 Jüdinnen und Juden zusammengetrieben und vom Aspangbahnhof aus in 47 Transporten zunächst in Ghettos genannte Sammellager, später direkt in Konzentrations- und Vernichtungslager des NS-Regimes abtransportiert. Ab 1943 erfolgte die Abfertigung der Deportationszüge vom Nordbahnhof aus. Am 8. Mai 1995, zum 50. Jahrestag der Befreiung vom Nationalsozialismus, wurde beim ehemaligen Aspangbahnhof der Platz der Opfer der Deportation eingeweiht. Ein im Jahre 1983 durch die Initiative einer Privatperson an diesem Platz gelegter Gedenkstein erinnert an die Transporte.
Seit dem 9. November 1994, dem Jahrestag der nationalsozialistischen Novemberpogrome 1938, veranstaltet hier jährlich die "Initiative Aspangbahnhof" eine Mahnwache und Kundgebung im Gedenken an die Opfer des Nationalsozialismus.
2014 veröffentlichten die an der Universität Klagenfurt tätige Kultur- und Sozialanthropologin Angelika Brechelmacher und Martina Aichhorn den Dokumentarfilm „Aspangbahnhof 1941. Geschichte einer Frauenfreundschaft“ in der zwei Überlebende der Deportationszüge, Grete Stern und Hella Fixel, interviewt wurden.

### Nachkriegszeit
Der Betrieb des Bahnhofs musste Anfang 1945 kriegsbedingt eingestellt werden; am 26. Juli 1945 fuhr wieder der erste Zug. Bis 1947 musste der Bahnbetrieb wegen akuten Kohlemangels auf einen Zug pro Tag beschränkt werden. Während der Besatzungszeit nach dem Zweiten Weltkrieg diente der Bahnhof den britischen Besatzungstruppen, zu deren Wiener Sektor der 3. Bezirk gehörte, bis zu deren Abzug 1955 als Ausgangspunkt für ihre Züge durch das sowjetisch besetzte Niederösterreich in die britisch besetzte Steiermark und nach Villach im ebenfalls britisch besetzten Kärnten. Weiters wurden (und werden) die Züge der Pressburger Bahn (heutige S7) seit 1945 aus Richtung Nordbahnhof bzw. Praterstern über die Aspangbahn Richtung Wien Zentralfriedhof geführt.
Nachdem auch nach 1955 keine nennenswerten Erneuerungen und Renovierungen an den Bahnanlagen vorgenommen worden waren, verfielen diese zunehmend. In den 1960er Jahren war der durch die Moderation der Hörfunksendung Autofahrer unterwegs bekannte Herbert Suchanek Fahrdienstleiter am Aspangbahnhof.
Der letzte Dampfzug nach Puchberg am Schneeberg verließ den Bahnhof am 26. September 1970. Als im Mai 1971 an der S-Bahn-Stammstrecke vor der Abzweigung zum Aspangbahnhof die Schnellbahn-Haltestelle Wien Rennweg eröffnet wurde, verlor der nahe gelegene Aspangbahnhof im Personenverkehr jede Funktion. Mit 31. Mai 1971 wurde der Bahnhof für den Personenverkehr gesperrt, die Züge der Aspangbahn (und der Pressburger Bahn) fuhren nun von Wien Praterstern ab und durchfuhren den ehemaligen Aspangbahnhof. Das Aufnahmegebäude wurde im Sommer 1977 abgerissen, wobei römische Mauern und zahlreiche antike Artefakte gefunden wurden.

### Umbau und Auflassung
Von Mai 1979 bis Dezember 2009 an fuhren die Personenzüge der Aspangbahn, da der Bau des Zentralverschiebebahnhofs die Wiener von der niederösterreichischen Bahnstrecke trennte, von Wien Südbahnhof-Ostseite ab. Der Aspangbahnhof blieb für den Güterverkehr noch bis 2001 als Verkehrsstelle erhalten. In den Jahren 2001/2002 wurde die Bahnstrecke im Zuge des Ausbaus der Flughafenschnellbahn in den St. Marxer Tunnel verlegt und unterirdisch an die Station Rennweg angebunden, die oberirdische Abzweigung von der Verbindungsbahn und das gesamte Gelände des ehemaligen Aspangbahnhofs wurden damit aufgelassen.
Bis zur Fertigstellung des neuen Wiener Hauptbahnhofs Ende 2014 verkehrten die Züge der so genannten Inneren Aspangbahn (= der Strecke von Wien bis Wiener Neustadt) von Maria Lanzendorf aus, wohin ein Schienenersatzverkehr vom Hauptbahnhof aus geführt wurde.

## Nachnutzung und Gedenkort

### Wohngebiet Aspanggründe
Die Fläche des abgerissenen Bahnhofs blieb lang unbebaut. Erst 2003, als der bisherige Grundeigentümer ÖBB begann mit der Wiener Stadtverwaltung zusammenzuarbeiten, kam es zu konkreten Planungen für das Stadtentwicklungsgebiet Aspanggründe / Eurogate. Es war geplant, das vom einstigen Bahnhof bis zum Landstraßer Gürtel reichende Areal mit Wohnungen, Büros und sozialer wie technischer Infrastruktur zu bebauen. Unter anderem wurde geplant, das größte Passivhaus Europas mit 740 Wohnungen dort zu errichten. Dazu wurde ein Straßennetz geplant, das auf dem Stadtplan 2012 bereits mit zahlreichen neu benannten Verkehrsflächen aufschien. Insgesamt wurden rund 1.200 Wohnungen errichtet und der Leon-Zelman-Park im Bereich des ehemaligen Bahnhofs geschaffen.
Aktuell (2023) befindet sich das Stadtentwicklungsgebiet in der zweiten Entwicklungsphase mit dem Namen Aspanggründe/Village im Dritten. Der Flächenwidmungsplan für ein 11 Hektar großes Areal wurde am 24. Juni 2020 vom Wiener Gemeinderat beschlossen und im Folgejahr ein Bauträgerwettbewerb für rund 800 Wohnungen durchgeführt. Es ist geplant bis 2026 insgesamt rund 1.900 Wohnungen zu errichten, dazu ein gutes Angebot an Nahversorgern, Kinderbetreuung sowie Schulen und Büros. Das Gelände soll weitgehend autofrei und fahrradfreundlich werden.

### Gedenkstätte

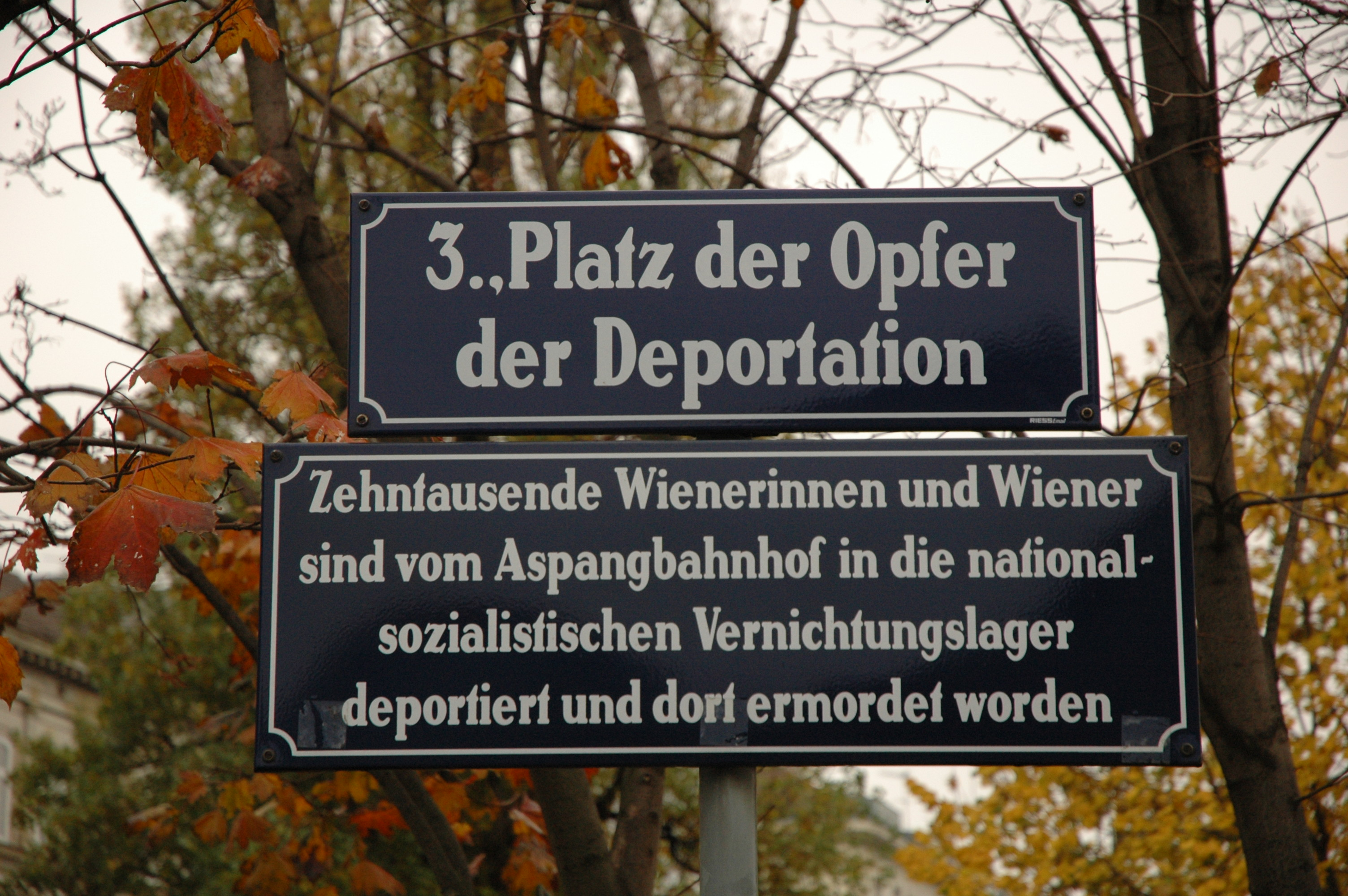
Straßenschild Aspangbahnhof

Der Gedenkstein wurde innerhalb des „Platzes der Opfer der Deportation“ neu positioniert (Stand: Oktober 2015). Seine Inschrift lautet: IN DEN JAHREN 1939-1942 WURDEN VOM EHEMALIGEN ASPANGBAHHOF ZEHNTAUSENDE ÖSTERREICHISCHE JUDEN IN VERNICHTUNGSLAGER DEPORTIERT UND KEHRTEN NICHT MEHR ZURÜCK. NIEMALS VERGESSEN

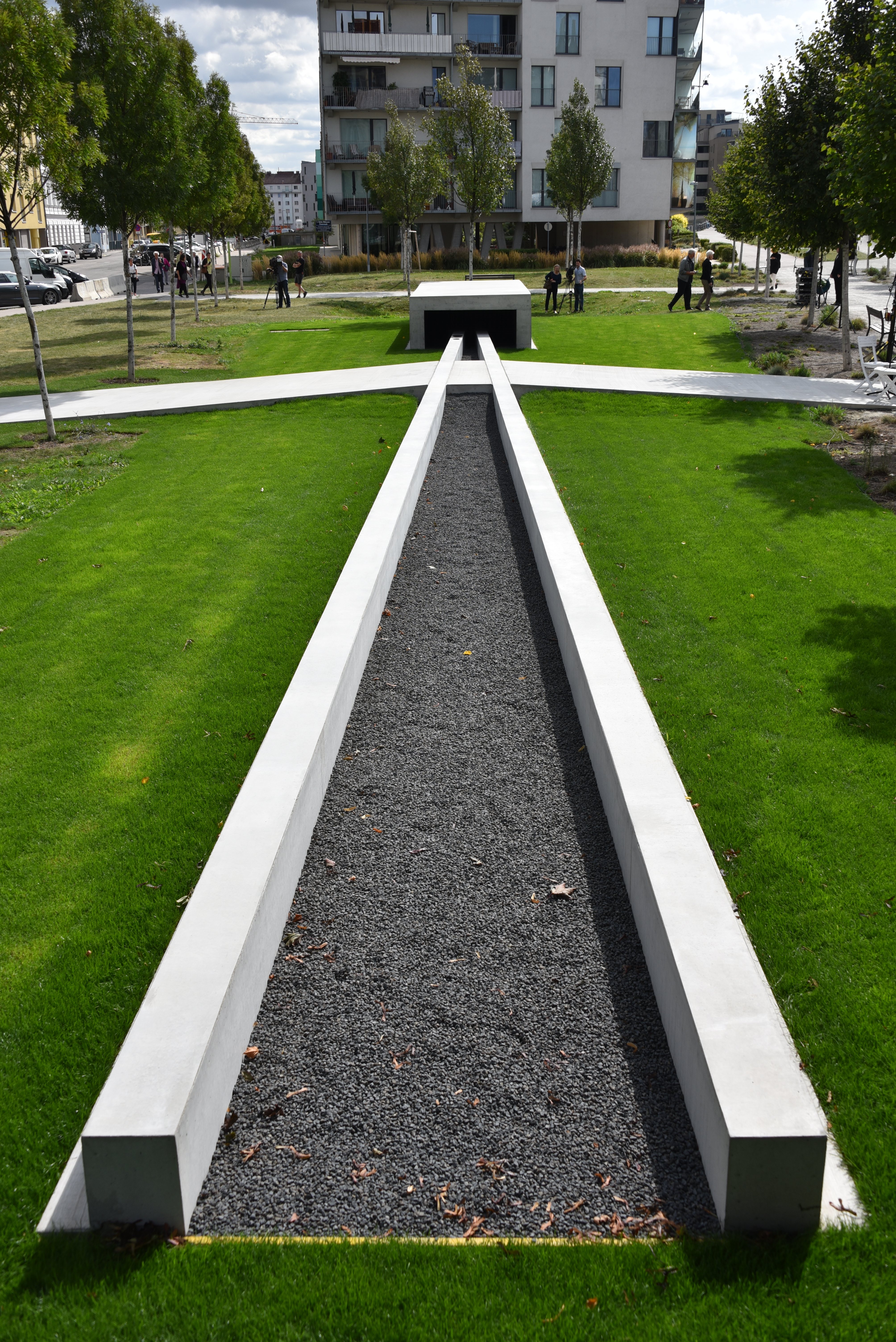
Mahnmal Aspangbahnhof

Im September 2017 wurde im Leon-Zelman-Park an der Stelle des ehemaligen Bahnhofs ein 30 m langes Mahnmal zu den Deportationen eröffnet, mit spitz zulaufenden Schienen aus Beton, die in einen schwarzen Betonblock hinein verlaufen. Das ursprünglich aus 2006 stammende Projekt hatte einen 35 m langen Graben vorgesehen.